# Et la femme créa l'homme parfait
Pour les articles homonymes, voir Making Mr. Right.
Pour plus de détails, voir Fiche technique et Distribution.
Et la femme créa l'homme parfait (Making Mr. Right) est un film américain réalisé par Susan Seidelman, sorti en 1987.

## Synopsis
Ulysses, un androïde calqué sur le modèle de son concepteur, a été fabriqué dans le but d'effectuer de longues et périlleuses missions à travers l'espace. Seulement il va faire la connaissance de Frankie, la responsable "image" du projet, et rapidement ressentir des émotions humaines jusque-là encore insoupçonnées.

## Fiche technique
- Titre français : Et la femme créa l'homme parfait
- Titre original : Making Mr. Right
- Réalisation : Susan Seidelman
- Scénario : Floyd Byars & Laurie Frank
- Musique : Chaz Jankel
- Photographie : Edward Lachman
- Montage : Andrew Mondshein
- Production : Joel Tuber & Mike Wise
- Sociétés de production : Barry & Enright Productions & Orion Pictures
- Société de distribution : Orion Pictures
- Pays de production :  États-Unis
- Langue : Anglais
- Format : Couleur - Dolby - 1.85:1
- Genre : Comédie romantique et  science-fiction
- Durée : 95 min
- Date de sortie : 
  - États-Unis : 3 avril 1987

## Distribution
- John Malkovich (VF : Dominique Collignon-Maurin) : Dr. Jeff Peters / Ulysses
- Ann Magnuson (VF : Marie-Christine Darah) : Frankie Stone
- Glenne Headly (VF : Francine Lainé) : Trish
- Ben Masters (en) (VF : Jean-Claude Montalban) : Steve Marcus
- Laurie Metcalf (VF : Laurence Crouzet) : Sandy
- Polly Bergen (VF : Sylvie Moreau) : Estelle Stone
- Harsh Nayyar (VF : Mario Santini) : Dr. Ramdas
- Susan Berman (VF : Virginie Ledieu) : Ivy Stone
- Hart Bochner (VF : Marc Alfos) : Don
- Polly Draper : Suzy Duncan
- Christian Clemenson (VF : Marc François) : Bruce

## Remarques
- Le film est largement inspiré de His Name Was Robert (en) (1967), film soviétique de Ilya Olshvanger.
- John Malkovich et Glenne Headly étaient mari et femme sur le tournage puisqu'ils furent mariés de 1982 à 1988.

## Accueil
Après le succès du précédent film de Susan Seidelman, Recherche Susan désespérément, ce nouveau film était attendu mais déçoit.